# UCI Coupe des Nations Juniors 2024
Navigation
Édition précédente Édition suivante
L'UCI Coupe des Nations Juniors 2024 est la 17e édition de l'UCI Coupe des Nations Juniors. Elle est réservée aux cyclistes de sélections nationales de moins de 19 ans (U19). Elle est organisée par l'Union cycliste internationale. 
Cette édition comprend 10 manches, auxquelles il faut ajouter les championnats du monde juniors et les championnats continentaux juniors. Le Watersley Junior Challenge est annulé, en raison du faible nombre de participants.

## Résultats

### Épreuves
| Date          | Épreuve                                                   | Pays       | Vainqueur               | Deuxième                 | Troisième             | Leader (nations) |
| ------------- | --------------------------------------------------------- | ---------- | ----------------------- | ------------------------ | --------------------- | ---------------- |
| 7 avril       | Paris-Roubaix juniors                                     | France     | Jakob Omrzel            | Erazem Valjavec          | Axel Van Den Broek    | Slovénie         |
| 12 avril      | Championnat d'Océanie sur route juniors                   | Australie  | Max Goold               | Finlay McRobbie          | Joshua Cavanagh       | Slovénie         |
| 13 avril      | Championnat d'Océanie du contre-la-montre juniors         | Australie  | Reef Roberts            | Jack Clark               | Oliver Scott          | Slovénie         |
| 18-21 avril   | Eroica Juniores                                           | Italie     | Héctor Álvarez          | Ruud Junior Nagengast    | Patrick Casey         | Espagne          |
| 2-5 mai       | Course de la Paix juniors                                 | Tchéquie   | Albert Withen Philipsen | Senna Remijn             | Pavel Šumpík          | Pays-Bas         |
| 11-12 mai     | Grand Prix F.W.R. Baron-Trofeo Comune di Pieve del Grappa | Italie     | Adrià Pericas           | Andrea Bessega           | Jan Michal Jackowiak  | Pays-Bas         |
| 18-19 mai     | Trophée Centre Morbihan                                   | France     | Axel Bouquet            | Eliott Boulet            | Paul Seixas           | Pays-Bas         |
| 23-26 mai     | Tour du Pays de Vaud                                      | Suisse     | Paul Seixas             | Adrià Pericas            | Jakob Omrzel          | Espagne          |
| 30 mai-2 juin | Saarland Trofeo                                           | Allemagne  | Jasper Schoofs          | Ashlin Barry             | Felix Ørn-Kristoff    | Espagne          |
| 7 juin        | Championnat d'Asie du contre-la-montre juniors            | Kazakhstan | En Teng Zhang           | Dendra Aditama Purniawan | Mikhail Podluzhnyy    | Espagne          |
| 10 juin       | Championnat d'Asie sur route juniors                      | Kazakhstan | Julian Abi Manyu        | Ya Lun Lee               | Phetphanom Panmaung   | Espagne          |
| 12-14 juillet | Journées internationales du cyclisme de Dubnica nad Vahom | Slovaquie  | Pavel Šumpík            | Dominik Krzyśków         | Louis Chaleil         | France           |
| 16-21 juillet | Tour de l'Abitibi                                         | Canada     | Ellande Larronde        | Oliver Scott             | Ben Morin             | France           |
| 14-15 août    | Nation's Cup Hungary                                      | Hongrie    | Héctor Álvarez          | Seth Dunwoody            | Kacper Mientki        | France           |
| 11 septembre  | Championnat d'Europe du contre-la-montre juniors          | Belgique   | Michiel Mouris          | Jasper Schoofs           | Paul Fietzke          | France           |
| 14 septembre  | Championnat d'Europe sur route juniors                    | Belgique   | Felix Ørn-Kristoff      | Héctor Álvarez           | Paul Seixas           | France           |
| 23 septembre  | Championnat du monde du contre-la-montre juniors          | Suisse     | Paul Seixas             | Jasper Schoofs           | Matisse Van Kerckhove | France           |
| 26 septembre  | Championnat du monde sur route juniors                    | Suisse     | Lorenzo Finn            | Sebastian Grindler       | Senna Remijn          | France           |

### Classement par nations
| #  | Pays       | Pts. |
| -- | ---------- | ---- |
| 1  | France     | 218  |
| 2  | Espagne    | 183  |
| 3  | Belgique   | 150  |
| 4  | Italie     | 144  |
| 5  | Tchéquie   | 139  |
| 6  | Pays-Bas   | 125  |
| 7  | États-Unis | 118  |
| 8  | Norvège    | 117  |
| 9  | Pologne    | 105  |
| 10 | Danemark   | 93   |